# Pakisztáni rúpia
A rúpia Pakisztán hivatalos pénzneme, a bankjegy- és érmekibocsájtás és a monetáris politika felelőse a State Bank of Pakistan.

## Bankjegyek
Pakisztán valamennyi bankjegyén, kivéve a 2001-ig kibocsájtott 1 rúpiást, 1957-től az államalapítónak tekintett Muhammad Ali Dzsinnah (1876-1948) portréja látható.

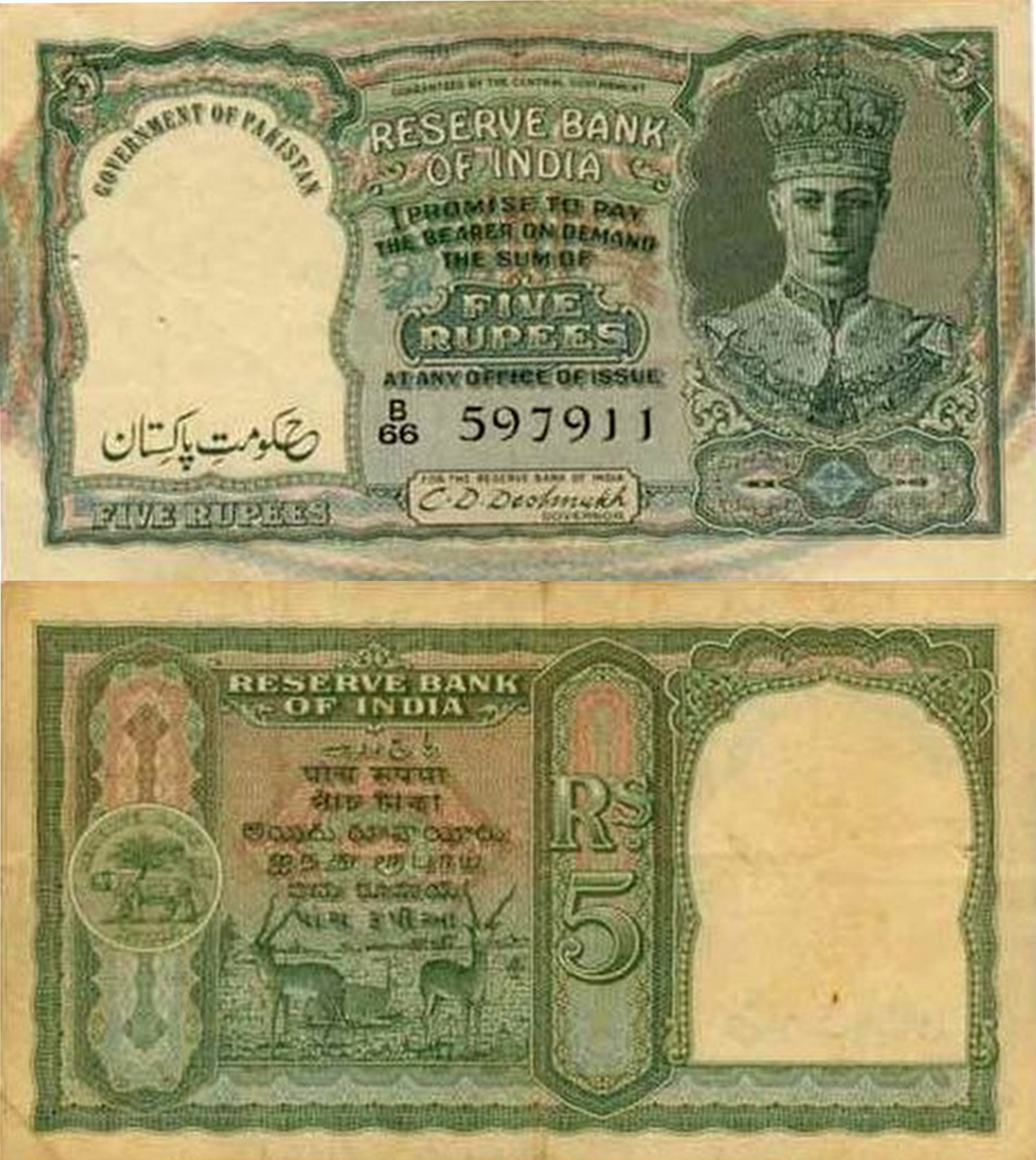
Az első pakisztáni 5 rúpiás bankjegy 1948-ból. Pakisztán első papírpénzei eredetileg brit indiai, Government of Pakistan felülnyomású, VI. György király portrés 1, 2, 5, 10 és 100 rúpiások voltak.
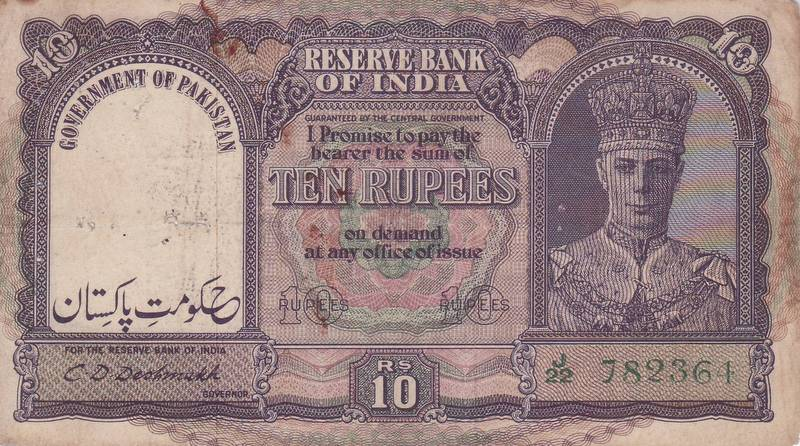
Az első pakisztáni 10 rúpiás bankjegy 1948-ból, VI. György király portréjával.

### 2005 előtti sorozat
A 2005 előtti bankjegyeket 2016. január 1-jén kivonták a forgalomból.
| Névérték   | Méret       | Szín             | Hátlap leírása                 | megjegyzés                  | visszavonás     | elévülés           |
| ---------- | ----------- | ---------------- | ------------------------------ | --------------------------- | --------------- | ------------------ |
| 1 rúpia    | 95 × 66 mm  | barna            | Muhammad Iqbal tornya Lahorban | nem volt sokáig forgalomban | 2016. január 1. | 2021. december 31. |
| 2 rúpia    | 109 × 66 mm | bíbor            | Badshahi mecset Lahorban       | nem volt sokáig forgalomban | 2016. január 1. | 2021. december 31. |
| 5 rúpia    | 127 × 73 mm | Burgundi         | Khojak-csatorna                | nem volt sokáig forgalomban | 2016. január 1. | 2021. december 31. |
| 10 rúpia   | 141 × 73 mm | zöld             | Mohendzsodáro                  | forgalomba került           | 2016. január 1. | 2021. december 31. |
| 50 rúpia   | 154 × 73 mm | bíbor-vörös      | Alamgiri kapu Lahorban         | forgalomban                 | 2016. január 1. | 2021. december 31. |
| 100 rúpia  | 165 × 73 mm | vörös és narancs | Islamia Kollégium (Pesavar)    | forgalomba került           | 2016. január 1. | 2021. december 31. |
| 500 rúpia  | 175 × 73 mm | zöld, vörös      | Állami bank                    | forgalomba került           | 2016. január 1. | 2021. december 31. |
| 1000 rúpia | 175 × 73 mm | kék              | Jahangir tornya Lahorban       | forgalomba került           | 2016. január 1. | 2021. december 31. |

### 2005-ös sorozat
2012. január 1-jén kivonták az 5 rúpiás bankjegyet, helyette az érmét használják. 2015 augusztusában bejelentették, hogy a közeljövőben bevezetik a 10 000 rúpiás bankjegyet. A 20 rúpiás eredetileg barna színét, az 5000 rúpiáséhoz való hasonlósága miatt 2008-tól narancssárga és zöld alapszínűre változtatták.
| Névérték   | Méret       | Szín          | Leírás                | Leírás                        | Dátumok   | Dátumok             | Dátumok         |
| Névérték   | Méret       | Szín          | Előoldal              | Hátoldal                      | nyomtatás | kibocsátás          | visszavonás     |
| ---------- | ----------- | ------------- | --------------------- | ----------------------------- | --------- | ------------------- | --------------- |
| 5 rúpia    | 115 x 65 mm | zöldeskék     | Muhammad Ali Dzsinnah | Gwadar-kikötő                 | 2008      | 2008. július 8.     | 2012. január 1. |
| 10 rúpia   | 115 × 65 mm | zöld          | Muhammad Ali Dzsinnah | Bab ul Khyber                 | 2006      | 2006. május 27.     | forgalomban     |
| 20 rúpia   | 123 × 65 mm | barna         | Muhammad Ali Dzsinnah | Mohendzsodáro                 | 2005      | 2005. augusztus 13. | forgalomban     |
| 20 rúpia   | 123 × 65 mm | narancsoszöld | Muhammad Ali Dzsinnah | Mohendzsodáro                 | 2008      | 2008. március 22.   | forgalomban     |
| 50 rúpia   | 131 x 65 mm | ibolya        | Muhammad Ali Dzsinnah | K2 hegycsúcs                  | 2008      | 2008. július 8.     | forgalomban     |
| 100 rúpia  | 139 × 65 mm | vörös         | Muhammad Ali Dzsinnah | Quaid-e-Azam palota Ziaratban | 2006      | 2006. november 11.  | forgalomban     |
| 500 rúpia  | 147 × 65 mm | zöld          | Muhammad Ali Dzsinnah | Badshahi-mecset Lahor-ban     | 2006      | 2006. november 11.  | forgalomban     |
| 1000 rúpia | 155 × 65 mm | kék           | Muhammad Ali Dzsinnah | Islamia Kollégium (Pesavar)   | 2007      | 2007. február 26.   | forgalomban     |
| 5000 rúpia | 163 × 65 mm | Mustár        | Muhammad Ali Dzsinnah | Faisal-mecset Iszlámábádban.  | 2006      | 2006. május 27.     | forgalomban     |

## Emlékbankjegyek
| Névérték | Méret       | Szín        | Leírás                                                             | Leírás                                            | Dátumok   | Dátumok         | Megjegyzés                                            |
| Névérték | Méret       | Szín        | Előoldal                                                           | Hátoldal                                          | nyomtatás | kibocsátás      | Megjegyzés                                            |
| -------- | ----------- | ----------- | ------------------------------------------------------------------ | ------------------------------------------------- | --------- | --------------- | ----------------------------------------------------- |
| 75 rúpia | 147 x 65 mm | kék, ibolya | Pakisztáni Állami Bank székhelye Karacsiban, Mohammed Ali Dzsinnah | szélturbinák; napelemek; Mohtarma Fatima Dzsinnah | 2023      | 2023. július 4. | Pakisztán függetlenségének 75. évfordulója alkalmából |

## Külső hivatkozások
- bankjegyek